# Iola (Wisconsin)
Iola és una població dels Estats Units a l'estat de Wisconsin. Segons el cens del 2000 tenia 818 habitants.

## Demografia
Segons el cens del 2000, Iola tenia 1.298 habitants, 567 habitatges, i 329 famílies. La densitat de població era de 293,1 habitants per km².
Dels 567 habitatges en un 25,2% hi vivien nens de menys de 18 anys, en un 45,9% hi vivien parelles casades, en un 9,5% dones solteres, i en un 41,8% no eren unitats familiars. En el 36,5% dels habitatges hi vivien persones soles el 17,8% de les quals corresponia a persones de 65 anys o més que vivien soles. El nombre mitjà de persones vivint en cada habitatge era de 2,18 i el nombre mitjà de persones que vivien en cada família era de 2,87.
Per edats la població es repartia de la següent manera: un 22,7% tenia menys de 18 anys, un 5,1% entre 18 i 24, un 25,6% entre 25 i 44, un 21,2% de 45 a 60 i un 25,5% 65 anys o més.
L'edat mediana era de 42 anys. Per cada 100 dones de 18 o més anys hi havia 78,3 homes.
La renda mediana per habitatge era de 32.829 $ i la renda mediana per família de 45.859 $. Els homes tenien una renda mediana de 32.424 $ mentre que les dones 22.031 $. La renda per capita de la població era de 17.778 $. Aproximadament el 4% de les famílies i el 6,5% de la població estaven per davall del llindar de pobresa.

## Poblacions més properes
El següent diagrama mostra les poblacions més properes.